# 鄧颺
鄧颺（？—249年），字玄茂，南陽新野人。是東漢太傅鄧禹的後代。與夏侯玄、諸葛誕和田疇並稱為「四聰」。三國時曹魏大將軍曹爽的黨羽。

## 生平
鄧颺年少時在洛陽已有令名。但據說其貌不揚，管輅謂之「鬼躁」、「行步弛縱，筋不束體，坐起傾倚，若無手足」。魏明帝時任尚書郎，曾任洛陽縣令。後任中郎，入兼中書郎。在中書省因與李勝等人作風浮華而被魏明帝免職，不再任用。
景初三年（239年）魏明帝逝世，遺詔命大將軍曹爽和太尉司馬懿輔助幼主曹芳。曹爽其後架空司馬懿專政，任命鄧颺為潁川太守，後轉任大將軍長史，遷侍中、尚書，作為曹爽的黨羽、腹心。
期間鄧颺打算用私權給南陽人圭泰處死，可是被管理者廷尉司馬岐所拒絕。
及後李勝和鄧颺為了令曹爽立威信，建議曹爽征伐蜀漢，曹爽聽從並於正始五年（244年）從長安率兵經駱谷伐蜀。但當時關中和氐、羌族的物資供應出現問題，令曹爽軍缺乏軍資而令大量牲畜死去。當地平民和外族亦因缺乏物資而生活困難，在道上號哭。另一方面，蜀漢軍隊已到，並在駱谷附近依山而守，曹爽不能前進。曹爽參軍楊偉此時向曹爽解讀形勢，勸曹爽盡早撤軍，否則必定會吃敗仗。李勝和鄧颺反對撤軍，並與楊偉爭論，楊偉於是向曹爽說：「李勝和鄧颺此舉會破壞國家，可以處斬。」曹爽感到不快。同時，司馬懿寫信給當時任征西將軍，都督雍、涼諸軍事的夏侯玄，預測曹爽必敗，應該盡早撤軍，並恐嚇他一旦曹爽慘敗可能會負上罪責。夏侯玄於是勸曹爽撤軍。曹爽最終撤軍，蜀漢大將軍費褘從後領兵在山谷截擊曹爽軍，曹爽軍苦戰之下才得以逃出，但士兵傷亡甚多，關中因而大為損耗，使得曹爽反而威望大減。
鄧颺亦常受賂，舉薦的人都不是因為他們的才華。例如曾答應臧艾讓他當高官，臧艾就以父親的妾室送給鄧颺作為報答，所以當時洛陽人都說：「以官易婦鄧玄茂」。
正始十年（249年），曹爽兄弟陪同皇帝曹芳到明帝高平陵掃墓，此時司馬懿發動高平陵之變，封鎖洛陽城和接管曹爽和中護軍曹羲的軍隊。曹爽兄弟最終都決定向司馬懿投降。事後曹爽被控告謀反，鄧颺等黨羽都曹爽一同被捕，被指控與曹爽同謀，其後被誅殺、夷三族。